# Чкалово (Калузька область)
Чкалово (рос. Чкалово) — присілок в Ферзиковському районі Калузької області Російської Федерації.
Населення становить 25 осіб. Входить до складу муніципального утворення Присілок Сугоново.

## Історія
Від 2004 року входить до складу муніципального утворення Присілок Сугоново

## Населення
| 2002 | 2010 | 2011 |
| ---- | ---- | ---- |
| 22   | ↘16  | ↗25  |